# Ken Kennedy (rugby à XV)
Pour les articles homonymes, voir Ken Kennedy.
Pas d'image ? Cliquez ici

a Compétitions nationales et continentales officielles uniquement.

b Matchs officiels uniquement.
Dernière mise à jour le 5 novembre 2013.
Kenneth William Kennedy plus connu sous le nom de Ken Kennedy, né le 10 mai 1941 à Rochester et mort le 14 juillet 2022, est un joueur de rugby à XV évoluant au poste de talonneur. Il joue avec l'équipe d'Irlande de 1965 à 1975 et avec les Lions britanniques en 1966.

## Biographie
Ken Kennedy obtient sa première cape internationale le 23 janvier 1965 à l’occasion d’un match du Tournoi des Cinq Nations contre l'équipe de France. Son dernier match international a aussi lieu dans le cadre du Tournoi, le 15 mars 1975, contre le pays de Galles. Kennedy fait partie de l'équipe d'Irlande qui gagne le Tournoi des cinq nations en 1973 et 1974, sous la conduite de son capitaine Willie-John McBride. Il joue également 4 test matchs (plus un non officiel) avec les Lions britanniques, en 1966.

## Palmarès
- Vainqueur du Tournoi des Cinq Nations en 1973 (victoire partagée) et en 1974

## Statistiques en équipe nationale
- 45 sélections
- Sélections par année : 5 en 1965, 3 en 1966, 6 en 1967, 2 en 1968, 4 en 1969, 5 en 1970, 4 en 1971, 3 en 1972, 5 en 1973, 6 en 1974 et 2 en 1975
- Tournois des Cinq Nations disputés : 1965, 1966, 1967, 1968, 1969, 1970, 1971, 1972, 1973, 1974 et 1975